# Антанас Мацейна
Антанас Мацейна (лит. Antanas Maceina нар. 27 січня 1908 — пом. 27 січня 1987)  — литовський католицький філософ.

## Біографія
Народився 27 січня 1908 року у селі Багренай Перенайського району (поблизу Каунаса). Після закінчення гімназії вступив до Гіджайської духовної семінарії, але, провчившись там два роки, покинув її за порадою керівництва семінарії.
У 1928 році вступив до Каунаського університету ім. Вітаутаса Великого, де через два роки, остаточно зрозумів, що він немає покликання до духовного сану.
У 1930 році повністю залишив семінарію і продовжив в університеті вивчати літературу.
У 1931 році за пропозицією відомого литовського педагога і філософа Стасіса, почав вивчати теоретичну педагогіку і філософію.
У 1932 році Мацейна їде за кордон, де продовжує навчання в університетах Лювена, Фрейбурга (Швейцарія), Страсбурга і Брюсселя.
У 1934 році захистив дисертацію в Каунаському університеті на тему "Національне виховання" і отримав вчений ступінь доктора філософії. По цьому почав викладати в університеті методику наукової роботи, філософію культури, а пізніше й історію педагогіки.
У 1940 році, рятуючись від радянського терору, Мацейна виїжджає до Німеччини, але, більш як рік,  знову повертається на батьківщину і продовжує працювати в своєму університеті, де читає курс "Введення у філософію".
У 1944 році Мацейна знову покидає батьківщину, цього разу вже назавжди. В еміграції йому довелося пережити багато випробувань.
1956 рік відзначився поверненням Мацейни до своєї роботи, почав викладати в Університеті Фрайбурга (Німеччина) руську філософію.
З 1959 року працює на правах запрошеного професора у Мюнстерському університеті. Викладає там руську і радянську філософію. А з 1962 року починає викладати філософію релігії.
У 1967 році переніс інфаркт міокарду й у 1970 році вийшов на пенсію за станом здоров'я.
Помер Мацейна 27 січня 1987 року в місті Мюнстер, Німеччина.

## Твори
- 1938 — Соціальна справедливість
- 1940 — Падіння буржуазії (на основі прочитаного ним курсу "Буржуазія, прметеїзм і Християнство")
- 1946 — Великий інквізитор (філософська інтерпретація однойменної легенди Ф. Достоєвського)
- 1950 — Драма Йова
- 1954 — Пісня сонця (присвячена життю й діяльності св. Франциска Асійського);
- 1958 — Велика Помічниця (про Богородицю)
- 1964 — Тайна беззаконня (дослідження твору В. Соловйова "коротка повість про антихриста")
- 1965 — Изморось (поетична збірка)
- 1966 — Божий Агнець (про православну концепцію Христа)
- 1970 — Церква і світ (про проблеми підняті Другим Ватиканським Собором)
- 1971 — Великі питання сучасності (про проблеми підняті Другим Ватиканським Собором)
- 1973-74 — Християнин і світ (про теологію культурної діяльності християнина)
- 1976 — Філософія релігії
- 1978 — Сенс і походження філософії
- 1981 — І ніколи до дому (поетична збірка)

## Філософія А. Мацейни
Мацейна остаточно обрав філософію вже у зрілому віці і навіть запам'ятав точно цю дату і місце, це був Вюрцбург, осінню 1944р., в бібліотеці місцевого університету.  Коли він почав філософствувати, то у нього і появилося бажання до поезії. Мабуть тому, що він дивився на філософію не як на науку, а як на інтерпритацію і як глибоке внутрішнє переживання, котре оберігає людське мислення від догматизму. І відповідно він не зараховував себе до якоїсь філософської школи чи напрямку. Мацейна чітко розрізняв вченого, котрий займається філософією і філософом, як таким. “...філософ філософію творить, в той час як вчений  її, вже створену, досліджує” - стверджував він.
Перед собою він ставив головне завдання - “в екзистенції відкрити трансценденцію. Хоча сам екзистеціалізм, як напрямок у філософії і світогляді, глибоко критикував. Усе своє життя Мацейна провадив “розмову про Бога”  як про Засновника людського буття. Між буттям і Богом він ставив знак рівності. Питання буття вважав головним питанням філософії, тому у нього Бог і ставав головним питанням філософії.
Мацейна називає три джерела філософії: здивування, сумнів і страждання. Він вважав що сучасна філософія безпосередньо опирається на страждання і що це історично виправдано. Початок цієї сучасної філософії він виводив від мислителів Русі. Тоді як Захід породив лише філософські спроби подолання страждань, бо у його мислителів не виникало питання про сенс страждань в людській екзистенції. “Якщо філософія є мудрістю породженою стражданням, тоді і філософ як носій цієї мудрості не той, хто багато навчався, а той, хто багато страждав... учителем інших  є тільки страждаючий.”  стверджував він як і Іван Ільїн (1882-1954). І це відбувається тому, що страждання реалізують нашу свободу, а свобода реалізує нашу людяність, з котрої народжуються  ніколи раніше ще не існуючі справжні цінності.
Філософські погляди Мацейни формувалися під впливом схоластичної філософії, зокрема Боеція його університетського наукового керівника Ст.Шалкаускіса, Ф.Достоєвського, Вл. Соловйова, М.Бердяєва, М.Гайдеггера, Х.Ортеги-і-Гассера й інших. Йому була близька руська (українська) філософія і Східна Церква.